# Michael French
Michael Clark, más conocido como Michael French (Bow, Londres, 17 de septiembre de 1962), es un actor inglés conocido por haber interpretado a Nick Jordan en las series Casualty y Holby City y a David Wicks en EastEnders.

## Biografía
Michael es hijo de David y Sheila, tiene dos hermanas mayores Helen y Jane French. 
Asistió al Mountview Theatre School de donde se graduó en 1992.
En 1996 Michael reveló que era gay.

## Carrera
El 23 de diciembre de 1993 se unió al elenco de la exitosa y aclamada serie británica EastEnders donde interpretó al coqueto David Wicks hasta 1996. Después de 21 años el 1 de enero de 2012 Michael regresó a la serie para asistir al funeral de su madre Pat, su última aparición el 13 de enero del mismo año, después de que su personaje decidiera irse de Walford. En marzo del 2013 se anunció que Michael regresaría a la serie de forma permanente en septiembre del mismo año. hasta el 30 de mayo de 2014 después de que su personaje decidiera irse de Walford luego de que su personaje sufriera un ataque al corazón y su relación con Carol no funcionara.
En 1998 apareció por primera vez en la serie Casualty donde interpretó al doctor Niccolo "Nick" Jordan, más tarde regresó a la serie en el 2005 y de nuevo en el 2008 hasta el 2 de febrero de 2013 luego de que su personaje decidiera irse del hospital después de la muerte de su novia la oficial Yvonne Rippon (Rachel Shelley).
Entre 1999 y el 2010 ha aparecido como personaje invitado en la serie Holby City donde también interpreta a Nick.
En el 2002 apareció en la serie Born and Bred donde dio vida al doctor Tom Gilder hasta el 2004.

## Filmografía
Televisión
| Año                            | Título             | Personaje       | Notas                                 |
| ------------------------------ | ------------------ | --------------- | ------------------------------------- |
| 1993 - 1996, 2012, 2013 - 2014 | EastEnders         | David Wicks     | 413 episodios                         |
| 1998, 2005, 2008 - 2013        | Casualty           | Dr. Nick Jordan | 159 episodios                         |
| 1999 - 2000, 2005, 2006, 2010  | Holby City         | Dr. Nick Jordan | 39 episodios                          |
| 2006                           | Dalziel and Pascoe | Gary Lescott    | 2 episodios                           |
| 2002 - 2004                    | Born and Bred      | Dr. Tom Gilder  | 26 episodios                          |
| 2004                           | The Afternoon Play | Hardy Rose      | episodio "Sons, Daughters and Lovers" |
| 1997                           | Crime Traveller    | Det. Jeff Slade | 8 episodios                           |

Películas
| Año  | Título                  | Personaje           | Notas                                         |
| ---- | ----------------------- | ------------------- | --------------------------------------------- |
| 2001 | The Gentleman Thief     | Ellis Bride         | junto a Nigel Havers & Dominic Cooper         |
| 2001 | The Fabulous Bagel Boys | Alexander Murchison | junto a Denis Lawson, Alex Norton & Zoë Eeles |

Videojuegos
| Año  | Juego                         | Personaje | Notas                           |
| ---- | ----------------------------- | --------- | ------------------------------- |
| 2005 | Timesplitters: Future Perfect | -         | voces adicionales               |
| 2000 | C-12: Final Resistance        | Cyborg 3  | prestó su voz para el personaje |

Teatro
| Año        | Obra                  | Personaje   | Teatro                   | Notas                  |
| ---------- | --------------------- | ----------- | ------------------------ | ---------------------- |
| 2004, 2005 | Chicago               | Billy Flynn | London's Adelphi Theatre | junto a Brooke Shields |
| 2000       | Art                   | -           | -                        | -                      |
| 1999       | Marc and Sacred Heart | -           | -                        | -                      |
| -          | Godspell              | -           | Kenneth More Theatre     | -                      |
| -          | Aladdin (pantomima)   | Genio       | -                        | -                      |
| -          | Joseph                | -           | -                        | -                      |
| -          | West Side Story       | -           | -                        | -                      |
| -          | Les Misérabes'        | Javert      | -                        | -                      |